# Tournoi européen de France de rugby à sept
Le Tournoi européen de France de rugby à sept est un tournoi annuel européen de rugby à sept comptant pour les Seven's Grand Prix Series.

## Historique
De 2002 à 2007, le tournoi se déroule à Lunel. De 2011 à 2015, le tournoi se déroule à Lyon. En 2017, la troisième épreuve du Seven's Grand Prix Series 2017 se déroule à Clermont-Ferrand du 1er au 2 juillet. En 2018, ce qui constituera la deuxième épreuve du Seven's Grand Prix Series 2018 se déroulera à Marcoussis les 30 juin et 1er juillet.

## Palmarès
| Année        | Vainqueur  | Finaliste  | Troisième  |
| ------------ | ---------- | ---------- | ---------- |
| 2011 Détails | Portugal   | Angleterre | Espagne    |
| 2012 Détails | Angleterre | Portugal   | Russie     |
| 2013 Détails | Angleterre | France     | Russie     |
| 2014 Détails | France     | Écosse     | Angleterre |
| 2015 Détails | France     | Espagne    | Angleterre |
| 2017 Détails | Irlande    | Russie     | Espagne    |
| 2018 Détails | Irlande    | Allemagne  | Angleterre |